# Zaprowadzenie chrześcijaństwa
Zaprowadzenie chrześcijaństwa R.P. 965 – obraz olejny autorstwa Jana Matejki otwierający cykl Dzieje cywilizacji w Polsce, namalowany jako ostatni między 13 stycznia a 7 lutego 1889. Początkowo miał nosić tytuł Chrzest króla Mieczysława, ale ostatecznie Matejko zdecydował się obok sceny przyjęcia chrztu przedstawić wprowadzenie zachodniej cywilizacji na ziemie Polan wraz z przybyciem księżniczki czeskiej Dobrawy, które nastąpiło w 965 – stąd data w tytule dzieła. Obecnie obraz jest własnością Muzeum Narodowego w Warszawie, ale znajduje się w depozycie na Zamku Królewskim w Warszawie.

## Opis kompozycji
Wydarzenie odbywa się na brzegach Jeziora Lednickiego w Wielkopolsce. Polska jest ukazana jako kraina porośnięta lasami, pokryta jeziorami, oświetlona słońcem. Najważniejszą postacią na obrazie jest książę Mieszko I wsparty lewą ręką o krzyż, a prawą o miecz symbolizujący jego władzę. Lewa noga księcia opiera się o leżący na ziemi rozbity posąg pogańskiego bożka. Książę patrzy na leżący na wyspie średniowieczny zamek z basztą, nad którym krążą orły. Ta wyspa to Ostrów Lednicki, pierwsza siedziba polskiego władcy. Za krzyżem po prawej stronie obrazu stoją członkowie książęcej drużyny. Po lewej stronie obrazu Matejko namalował w stroju pontyfikalnym świętego Wojciecha, który chrzci Czcibora – młodszego brata księcia Mieszka. Postać świętego Wojciecha ma podkreślać kierunek przyjęcia chrześcijaństwa z Czech. Dzięki świetlistemu strojowi wyróżnia się na szkicu Dobrawa, żona księcia Mieszka I, która w dłoni trzyma zapaloną świecę symbolizującą nową wiarę. W samym centrum obrazu wpatrzony w otwartą księgę, ubrany na czarno został przedstawiony Radzim Gaudenty, brat świętego Wojciecha, pierwszy arcybiskup gnieźnieński. Stojący obok zakapturzony mnich z krzyżem w ręce to Benedykt. W oddali, w lewym rogu obrazu widoczne są łodzie przycumowane do brzegu – zapowiedź przyszłej wyprawy misyjnej świętego Wojciecha na ziemie Prusów i Jaćwingów.

## Literatura
- Barbara Ciciora, Andrzej Marek Wyrwa: Zaprowadzenie chrześcijaństwa w Polsce. Krótkie studium obrazu Jana Matejki „Zaprowadzenie chrześcijaństwa R.P. 965”, Dziekanowice – Lednica 2013, Wydanie Muzeum Pierwszych Piastów na Lednicy.
- M. Smoła, Zaprowadzenie chrześcijaństwa. R.P. 965, [w:] Malowane dzieje Polski, red. E. Olczak, Warszawa 2009, s. 2-5.